# 休·亞歷山大
休·亞歷山大（Hugh Alexander，1909年4月19日—1974年2月15日）是愛爾蘭出生的英國密碼學家、國際象棋選手、作家。他在第二次世界大戰期間在布萊切利公園（Bletchley Park）從事破解德國恩尼格玛密码机工作，後來擔任政府通信總部密碼分析部門負責人25年之久。 他曾兩次獲得英國國際象棋冠軍，並獲得國際大師稱號。

## 早年
1909年4月19日，休·亞歷山大出生在愛爾蘭科克一個盎格魯-愛爾蘭家庭，父親是康納·威廉·朗·亞歷山大，母親則是希爾達·芭芭拉·貝內特。康納·威廉·朗·亞歷山大是科克大學的工程學教授。他的父親於1920年去世（愛爾蘭獨立戰爭期間），之後全家搬到了英格蘭伯明翰，他就讀於愛德華國王學校。休·亞歷山大於1928年獲得劍橋大學國王學院數學學金，並於1931年以第一名成績畢業。休·亞歷山大曾代表劍橋大學參加國際象棋。
從1932年開始，他在溫徹斯特教數學，並於1934年12月22日與Enid Constance Crichton Neate（1900年-1982年）結婚。他們的大兒子是外交官Michael O'Donel Bjarne Alexander（1936年-2002年），另一個兒子是詩人Patrick Macgillicuddy Alexander（1940年3月20日-2005年9月21日）。1938年，休·亞歷山大離開成為約翰路易斯合夥公司的研究負責人

## 布萊切利公園
1940年2月，休·亞歷山大在第二次世界大戰期間抵達英國破譯中心布萊切利公園，加入了Hut 6，該部門的任務是破解德國陸軍和空軍使用的恩尼格玛密码机信息。1941年，他轉到了Hut 8，在阿蘭·圖靈的帶領下成為了Hut 8的副主任。亞歷山大比圖靈更加參與小組的日常運作。圖靈訪問美國時，亞歷山大於1942年11月正式成為Hut 8的負責人。其他同事包括斯圖爾特·米爾·納巴里、戈登·委爾什曼和Harry Golombek。1944年10月，亞歷山大工作目標變更為日本JN-25代碼。
1946年中期，亞歷山大加入政府通信總部（在外交部的控制下），政府通信總部是布雷赫利公園政府密碼學校（GC＆CS）的繼任組織。1949年，他被提升為“H組”（密碼分析）的負責人，直到1971年退休為止。

## 文獻
- Harry Golombek and William Hartston, The Best Games of C. H. O'D. Alexander (1976).
- 約翰·J·奧康納; 埃德蒙·F·羅伯遜, ,  （英语）
- British Chess Magazine, April 1974, p. 117 & June 1974, p. 202 (obituary and tribute)
- Ken Whyld, Chess: The Records (Guinness Books, 1986)
- Obituary in The Times, 16 February 1974
- In Memorium: Conel Hugh O'Donel Alexander （页面存档备份，存于） NSA.gov